# Калимантанская цивета
Калимантанская цивета (лат. Diplogale hosei) — млекопитающее семейства виверровых (Viverridae). Эндемик острова Борнео. 
Встречается в малайзийских штатах Саравак и Сабах.
Наблюдения за этим видом в дикой природе, в разнообразных типах лесов и на разных высотах не позволяют точно охарактеризовать его экологию. Образ жизни остаётся в значительной степени малоизученным. Хотя ранее предполагалось, что вид обитает строго в горах, он был замечен в низменных влажных лесах, смешанных лесах на средней высоте и в горных широколиственных лесах.

## Этимология
Вид назван в честь доктора Чарльз Хоуза, натуралиста, который жил в Сараваке и в других частях Индонезии с 1884 по 1907 год. 

## Описание
Длина головы и тела: 47—54 см, длина хвоста: 28—33 см.
Цвет темно-коричневый или чёрный сверху и сероватый, желтовато-белый, или слегка рыжеватый ниже. Уши покрыты тонкой шерстью; белые в середине. Буровато-жёлто-серые пятна находятся над глазами, на щеках. Губы и горло белые. Внутренняя сторона конечностей сероватая, а наружная — чёрная. Хвост тёмный, не полосатый. 

## Поведение
Ведет ночной образ жизни. Его длинные лицевые вибриссы и волосы между подушечками пальцев предполагают, что он может специализироваться на питании мелкими животными среди мшистых валунов и в ручьях.

## Угрозы вымирания
Потерю и деградацию среды обитания можно считать основными угрозами для этого вида. Защищен законом в штатах Саравак и Сабах. Проживает в нескольких природоохранных областях.